# Milisav Čamdžija
Milosav Čamdžija (en serbe cyrillique : Милосав Чамџија ; né à une date inconnue à Veliki Borak et mort en 1815 à Obrenovac) était un combattant du Premier soulèvement serbe contre les Ottomans.

## Biographie
Lors du Premier soulèvement serbe (1804-1813), Milosav Čamdžija était sous les ordres du prince Sima Marković, lui aussi originaire de Veliki Borak.
Il participa à la libération de Belgrade, le 30 septembre 1806.

## Postérité
Sa tombe, située dans son village natal, est aujourd'hui classée.